# Rörelsen för födelsekontroll i USA
Rörelsen för födelsekontroll i USA (engelska: Birth control movement in the United States) var en kampanj och rörelse för förbättrad födelsekontroll och preventivmedelstillgång i USA som var aktiv från 1914 till omkring 1945. Rörelsen startades av en grupp politiskt radikala feminister, ledda av Emma Goldman, Mary Dennett och Margaret Sanger, vilka var starkt bekymrade över de problem som framförallt drabbade fattiga kvinnor i samband med födelser och aborter. 

## Bakgrund
Preventivmedel var lagligt i USA under större delen av 1800-talet, men under 1870-talet växte en socialpuritansk rörelse fram som kom att påverka utvecklingen. Rörelsen ville införa förbud mot prostitution och obscenitet, men också mot andra "laster".  Rörelsen drev också kampanjer mot preventivmedel som de såg som omoraliskt eftersom det, som de såg det, främjade prostitution och könssjukdomar.